# Mélanie-Françoise Louët
Pour les articles homonymes, voir Louët.
Mélanie-Françoise Louët, dite dame du Pineau et de Mirebeau, puis Madame de Saint-Sauveur, née le 9 juin 1731 à Angers (Saint-Pierre), était une aristocrate française, morte guillotinée pendant la Révolution française le 25 janvier 1794 à Angers.

## Biographie
Son ancêtre Charles Louët fut lieutenant particulier au présidial et maire d'Angers de 1630 à 1632,. Elle est la fille de René-Nicolas Louët (1700-1772) et de Marie Adélaïde de Cheverue (1699-1786).
Elle épouse Pierre-René Dumesnil, seigneur du Pineau (1731-1768), et en secondes noces le 23 septembre 1777 à Thouarcé Antoine-Gabriel-Joseph Leshénault (circa 1723-1804), seigneur de Saint-Sauveur et Marigné, lieutenant des vaisseaux du roi.

### Ancien régime
Elle fut propriétaire de l'Hôtel de Charnières puis Louët, à Angers vers 1770, et Dame de Mirebeau en 1773 lorsqu'elle acquit le manoir et domaine de Mirebeau à Rablay qui fut incendié pendant la guerre de Vendée et dont seulement la chapelle fut conservée.

### Arrestation et condamnation
À la Révolution, en 1793 elle suit l'armée vendéenne pendant l'expédition de la Virée de Galerne. 
Elle est arrêtée à Ancenis le 24 décembre 1793, puis interrogée le 4 janvier 1794 par le comité révolutionnaire. Elle est transférée le 22 janvier au tribunal criminel d'Angers avec son petit-fils Pierre-Charles Dumesnil Dupineau (1786-1841) alors âgé de six ans et dont elle avait la charge, car le père de ce dernier était en émigration et sa mère Marie-Anne née Bucher de Chauvigné était décédée à sa naissance. Elle est jugée par la commission militaire dans l'ancienne église des Dominicains, lieu ordinaire de ses séances publiques.  
La commission accuse Mélanie Louët d'avoir voulu rejoindre à Fougères Marie-Élisabeth de Vassé dite Madame d'Autichamp, « sa bonne amie », femme de l'un des chefs de l'insurrection vendéenne, le comte d'Autichamp. Il lui est également reproché d'avoir en sa possession un laisser-passer daté du 6 octobre signé du général vendéen François Lyrot de la Patoullière, de s'être rendue lorsqu'elle habitait à Paris rue de Cléri-Montmartre « où se tenait un rassemblement d'aristocrates et contre-révolutionnaires et une académie de jeu de biribi », et  d'avoir dit « que tôt ou tard les patriotes danseraient la carmagnole ». 
La commission déclare : « Ayant quitté Paris au mois de mars 1793, il est probable que c'était pour prendre part aux troubles de la Vendée et qu'elle aurait été d'intelligence avec le nommé Desmoineries, membre du comité des brigands, que lors de son arrestation elle avait une ceinture garnie de 150 louis d'or qu'elle aurait acheté au Palais de l'Égalité. » 
Madame de Saint-Sauveur nie toutes les accusations portées contre elle. 
Les motifs de sa condamnation sont : « Avoir eu des correspondances intimes avec les brigands de la Vendée ; avoir favorisé les projets liberticides des brigands, par ses écrits, conseils, actions ou facultés pécuniaires et passé la Loire avec eux ; avoir été trouvée nantie de plusieurs passeports au nom d'un prétendu Louis XVII ; avoir provoqué au rétablissement de la royauté, à la destruction de la liberté et de l'égalité, et conspiré contre la souveraineté d'un peuple. » 
Elle est exécutée le 6 pluviôse An II, sur la Place du Ralliement à Angers.

## Sources
- Archives départementales de Maine-et-Loire, série L
- François-Constant Uzureau, Revue de Bretagne et de Vendée : Madame de Saint-Sauveur, Angers, Barassé, 1870.